# Momber
Momber ist ein deutscher Familienname.

## Herkunft und Bedeutung
Der Name ist ein Tätigkeitsname, der sich von den Tätigkeiten des Vormunds oder Anwalts ableitet.
Das Wort Momber hat sich in zahlreichen Varianten aus dem Mittelhochdeutschen munt-bor, althochdeutsch munt-boro (Schutzträger, Schützer, Schutzherr) entwickelt und war bis ins 18. Jahrhundert gebräuchlich.
In Rechtstexten des Mittelalters und der frühen Neuzeit finden sich wechselnde Bedeutungen, wie etwa Bevollmächtigter, Sachwalter, Vertreter (auch des Regenten), Testamentsvollstrecker.

## Varianten
- Momber ca. 300 Namensträger in Deutschland – vorrangig am Niederrhein und im Saarland
- Mommer ca. 300 Namensträger – vorrangig im Rheinland und in der Eifel
- Momper ca. 350 Namensträger – vorrangig im Saarland
- Mambour (französische Form) – vereinzelt

## Namensträger

### Form Momber
- August Momber (1886–1969), deutscher Schauspieler und Regisseur
- Peter Momber (1921–1975), deutscher Fußballspieler

### Form Momper
- Joos de Momper (1564–1635), niederländischer Maler
- Walter Momper (* 1945), deutscher Politiker (SPD), Regierender Bürgermeister von Berlin